# Georg Frostenson
Georg Frostenson, född 16 januari 1909 i Loshults församling i Kristianstads län, död 24 juli 2002 i Sankt Matteus församling i Stockholm, var en svensk agronom.
Frostenson var son till agronom John Frostenson och Alma Ekström samt yngre bror till psalmförfattaren Anders Frostenson och farbror till Sven och Karin Frostenson.
Han avlade agronomexamen vid Ultuna lantbruksinstitut 1938, blev Master of Science vid Cornell University i USA 1944 och disputerade 1946. Han verkade vid Bollerups lantbruksskola, Svenska legationen i London och vid Sveriges lantbruksförbund innan han 1947 av amerikanska jordbruksdepartementet anställdes som ”agricultural economist” vid amerikanska ambassaden i Stockholm. Med Sverige, och senare även Finland som verksamhetsområde, rapporterade han fortlöpande om den lantbruksekonomiska utvecklingen. Genom detta arbete bidrog han till världsrapporter, som blev vägledande för både USA:s och andra staters jordbrukspolitik. Rapporter som också fick betydelse vid fördelningen av livsmedel under efterkrigsåren.
Han grundade Tidningarnas Artikelförlag (TA) 1958 genom vilket han argumenterade för konkurrenskraftig marknadsekonomi. Med bistånd av Nobelpristagaren i ekonomi Friedrich von Hayek grundade han på 1980-talet ”Hayek Foundation”, för att understödja studier i ekonomisk, social och juridisk teori. Han var också med och grundade ”The Cornell Club of Sweden” 1981.
Vidare var han redaktör för Lantbrukstekniska Kalendern under 1950- och 1960-talen.
Georg Frostenson var gift första gången 1931–1935 med fotografen Margareta Sjöström (1905–1982) och fick dottern Barbro (1931–2005). Andra gången gifte han sig 1949 med kurator Britta Elmdahl (1917–2014) och fick barnen Cecilia (född 1950), Katarina (född 1953) och Dag (född 1956).